# Halictus tetrazonianellus
Halictus tetrazonianellus Strand, 1909 è un insetto apoideo della famiglia Halictidae.